# Adriano Ossicini
Adriano Ossicini (Roma, 20 giugno 1920 – Roma, 15 febbraio 2019) è stato uno psichiatra, politico e partigiano italiano, Ministro per la famiglia e la solidarietà sociale nel Governo Dini dal 17 gennaio 1995 al 17 maggio 1996.

## Biografia

### Formazione familiare e culturale
Adriano Ossicini nasce a Roma da famiglia cattolica. Suo padre Cesare, antifascista, già dirigente dell'Azione Cattolica e fondatore del Partito Popolare Italiano, muore a soli 51 anni lasciando moglie e otto figli.
Il giovane Adriano Ossicini prosegue nell'antifascismo del genitore, studia nella scuola privata cattolica del Sant’Apollinare, sostiene da privatista gli esami di maturità al Liceo Terenzio Mamiani e si iscrive alla facoltà di medicina dell'Università di Roma, con due anni di anticipo.
Nel dicembre del 1937,  ancora studente,  prende servizio come volontario all'Ospedale Fatebenefratelli sull'Isola Tiberina a Roma, di cui è primario il prof. Giovanni Borromeo.

### Prima militanza antifascista
Nell'aprile del 1938, a un convegno della FUCI tenutosi a Orvieto, Ossicini sostiene il dovere morale dei cristiani di combattere il fascismo; rientrato a Roma è interrogato e schedato. Nell'ottobre dello stesso anno, con un compagno di università, lancia dei volantini anti-franchisti all'interno di un cinema romano; fermato, viene rilasciato. Nello stesso mese, a Genova, a un nuovo convegno della FUCI, fa appello ai cattolici italiani contro il razzismo e contro il fascismo,  per connivenza con il nazismo razzista.
S'incontra con cattolici antifascisti meno esposti come Giuseppe Spataro, Alcide De Gasperi, Achille Grandi e Guido Gonella, con laici come Guido Calogero e Leone Cattani, ma anche con cattolici che hanno aderito al fascismo, come Giovanni Gentile e Agostino Gemelli; si esprime negativamente al progetto degasperiano della ricostituzione di un partito unico dei cattolici (la futura Democrazia Cristiana), collocato al centro dello schieramento politico.

### L'apertura al comunismo, nell'ambito del cattolicesimo
Allo scoppio della seconda guerra mondiale  (giugno 1940), Ossicini ottiene il rinvio dell'arruolamento in quanto studente universitario. Nello stesso periodo fa la conoscenza di Franco Rodano e comincia a frequentare il gruppo filo-marxista di quest'ultimo, composto da Marisa Cinciari, le sorelle Laura e Silvia Garroni, Romualdo Chiesa, Mario Leporatti e Tonino Tatò; fa la conoscenza di antifascisti del Partito Comunista Italiano ancora clandestino, come Pietro Ingrao, Fabrizio Onofri, Lucio Lombardo Radice, Paolo Bufalini e Antonello Trombadori. È convocato e interrogato nella sede del partito fascista del rione Testaccio e viene rilasciato con l'invito a tesserarsi al partito e al Gruppo Universitario Fascista.
Nella primavera del 1941, insieme a Franco Rodano e a don Paolo Pecoraro, Ossicini elabora il “Manifesto del Movimento cooperativista”, in cui si sostiene la necessità di un immediato impegno dei cattolici contro il fascismo e si tenta di conciliare i concetti di proprietà e di libertà con quelli di un socialismo umanitario. Il 5 maggio dello stesso anno, all'università, partecipa a un lancio di “stelle filanti” recanti scritte antifasciste.
Nel 1942 aderiscono al movimento Felice Balbo e Fedele D'Amico; Ossicini, insieme a Lombardo Radice e Amedeo Coccia, fonda il giornale clandestino “Pugno chiuso”.
Il 18 maggio 1943, Ossicini è arrestato nell'ambito di una retata che coinvolge anche Rodano e la Cinciari e subisce la carcerazione per oltre due mesi. Pur essendo violentemente malmenato per alcuni giorni, ammette soltanto di aver espresso critiche alla legislazione razziale del fascismo, in quanto contrastante con la dottrina cristiana, in un colloquio avuto con monsignor Domenico Tardini, alcuni giorni prima. In tale occasione sente per la prima volta, dalla polizia fascista, la parola "cattocomunista". Il Vaticano intercede in suo favore e riesce a ottenere la sua liberazione, a condizione che presenti domanda di grazia. Ossicini rifiuta; tuttavia, non essendo emersi elementi probanti del suo coinvolgimento nella lotta antifascista, il 23 luglio è rilasciato, in attesa di essere condannato al confino politico. La caduta del fascismo vanifica anche tale evenienza.
Nei giorni successivi Ossicini riesce a ottenere un incontro con papa Pio XII, e lo ringrazia per l'interessamento della Chiesa; il Papa lo ammonisce a non commettere ulteriori errori per il futuro. Il 30 settembre riceve una lettera da Giulio Andreotti, nella quale si esprime la contrarietà "a nome del Papa" di una collaborazione sic et simpliciter tra cattolici e Partito Comunista. Ossicini, con un biglietto, risponde di non essere d'accordo. Contemporaneamente De Gasperi e Spataro formulano a Ossicini e Rodano la richiesta di confluire nella Democrazia Cristiana; Ossicini rifiuta e Rodano prospetta addirittura un ingresso del movimento nel PCI. Ciò crea la prima frattura tra i due.

### La Resistenza e la fondazione del Movimento dei Cattolici Comunisti

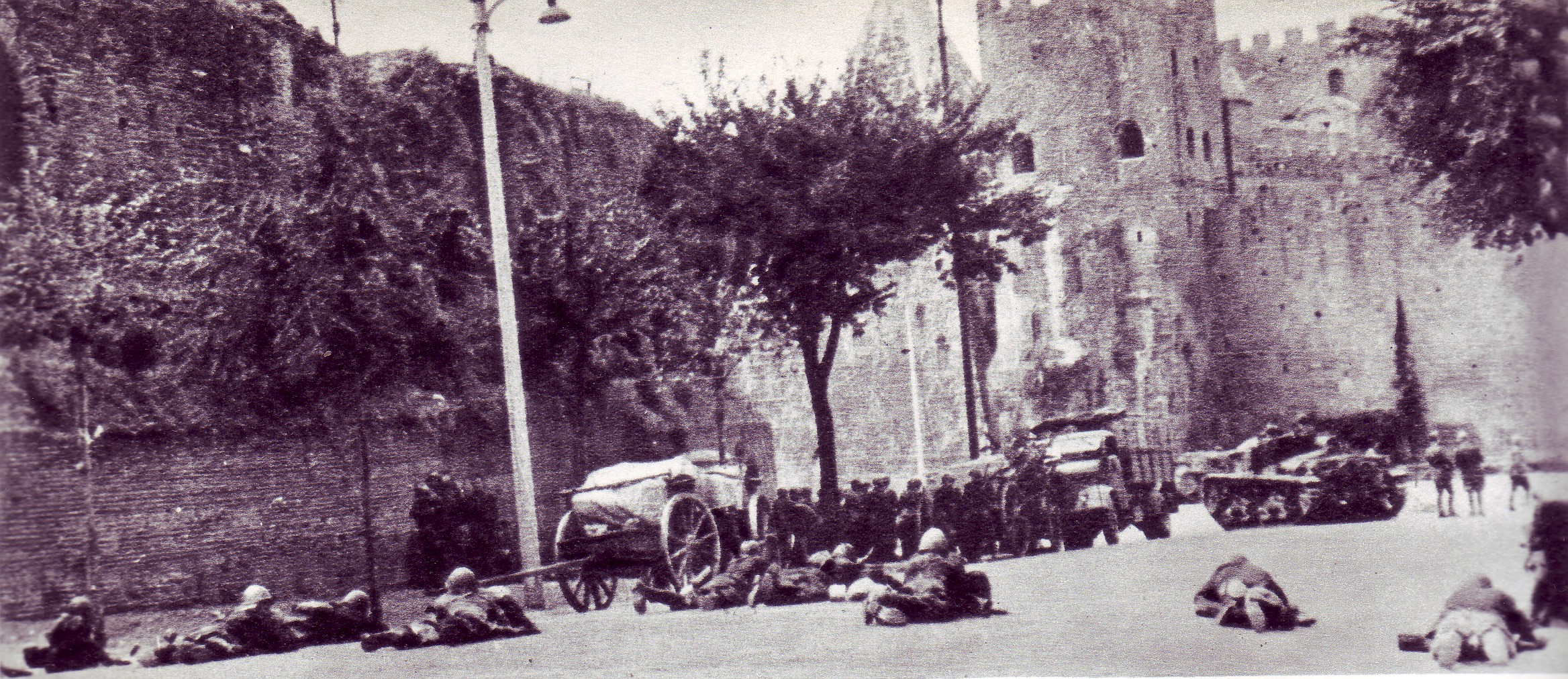
Gli scontri nelle giornate dell'8 e 9 settembre 1943

La sera dell'8 settembre 1943, Adriano Ossicini, insieme a Luigi Longo e Antonello Trombadori si accorda con il generale Giacomo Carboni, comandante del SIM, per prendere in consegna un carico di armi da distribuire alla popolazione in vista dell'attacco tedesco. Le armi, prelevate da alcune caserme, sono caricate su tre autocarri e depositate durante la notte presso magazzini e case private , in particolare: nel retrobottega del barbiere Rosica di Via Silla 91 (rione Prati), al museo storico dei bersaglieri di porta Pia, all'officina Scattoni di via Galvani (Testaccio) e nell'officina di biciclette Collalti a Campo de' Fiori. Due gruppi di volontari, aderenti al movimento di Rodano e Ossicini, si danno appuntamento in Via Galvani, per armarsi e combattere in difesa di Roma. Il primo gruppo, formato da studenti, è comandato da Romualdo Chiesa; il secondo, di operai di Monte Mario, è comandato da Ossicini e da Armando Bertuccioli. Il 10 settembre, Ossicini ha il battesimo del fuoco a porta San Paolo contro i tedeschi, armato, prima, con una pistola Browning HP, poi, con un fucile 91. Accanto a lui, muore Raffaele Persichetti. Nel primo pomeriggio i resistenti sono costretti a ritirarsi: Ossicini guida i suoi attraverso il cimitero acattolico, presso il Campo Testaccio, dove la formazione passa in clandestinità.
Immediatamente dopo la resa di Roma, il movimento di Rodano e Ossicini prende il nome di Movimento dei Cattolici Comunisti; mentre Rodano, Balbo e D'Amico si occupano della sua elaborazione teorica, a Ossicini è affidata l'organizzazione militare. Il movimento chiede di aderire al Comitato di Liberazione Nazionale ma non viene ammesso per l'opposizione della DC; gli si consente, peraltro, di essere rappresentato, in seno al comitato, dal Partito Democratico del Lavoro di Meuccio Ruini. In particolare, Ossicini è designato quale rappresentante del PDL nella Giunta Militare. Il movimento si dota anche di un giornale clandestino, "Voce Operaia", pubblicato a cura di Amedeo Coccia.
Ossicini si sposta di continuo; svolge alcune azioni nel viterbese, nelle Marche e ai Castelli romani; si nasconde negli istituti religiosi, in particolare nella sagrestia della chiesa di Santa Maria in Cappella, dove è ricavato un deposito di armi del MCC. Nel frattempo non tronca completamente i rapporti con il Fatebenefratelli, dove esiste una trasmittente clandestina e dove il dottor Borromeo ricovera oltre un centinaio di ebrei romani per una malattia inventata di sana pianta, chiamata Morbo di K  (K come gli ufficiali nazisti Kesselring e Kappler) per permettere un piano di soccorso degli ebrei. Il 1º febbraio 1944 è arrestato in una retata in Via del Corso. Condotto in questura, è l'ultimo della fila; con eccezionale prontezza di spirito, si volta di scatto, saluta romanamente e imbocca l'uscita sotto al naso della polizia fascista, riacquistando la libertà. Il 24 marzo, Romualdo Chiesa, suo compagno di partito, è trucidato alle Fosse Ardeatine.

### La liberazione e la dissoluzione della "Sinistra cristiana"
Dopo la liberazione di Roma, Balbo prosegue la resistenza nelle zone ancora occupate dai tedeschi e la "Voce Operaia", diretta da Fedele D'Amico, comincia a uscire regolarmente; vi collabora anche Adriano Ossicini. Tuttavia, gli spazi politici del movimento si restringono per il rafforzarsi della DC come unica rappresentanza dei cattolici italiani; in un colloquio con Ossicini, tale linea è condivisa dallo stesso Togliatti.
Il 26 agosto 1944, Ossicini è invitato al congresso costitutivo delle ACLI; è nominato consigliere provinciale dal prefetto e, successivamente, assessore alla sanità della Provincia di Roma. Il 9 settembre successivo, il MCC diviene Partito della Sinistra Cristiana, con la confluenza del movimento cristiano-sociale di Gabriele De Rosa ma, tra il gennaio e il maggio del 1945, L'Osservatore Romano afferma che solo la DC ha titolo di rappresentare i cristiani in politica. Il 7 dicembre 1945, un congresso straordinario decreta lo scioglimento definitivo della Sinistra cristiana; Rodano, Balbo, De Rosa,Tonino Tatò, Giglia Tedesco e Luciano Barca entrano nel PCI. Ossicini si mantiene indipendente dai partiti e, alla conclusione del mandato di amministratore provinciale, abbandonerà temporaneamente la politica.

### Dopoguerra

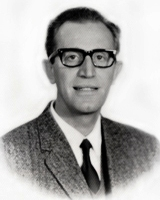
Adriano Ossicini all'epoca della sua elezione al Senato

Laureato in medicina alla fine del 1944, Ossicini è subito ammesso come assistente volontario all'ospedale Fatebenefratelli. Si iscrive al corso di specializzazione in psichiatria e a quello in malattie nervose e mentali; nel 1947 è docente di psicologia presso l'Università La Sapienza di Roma. Nello stesso anno, insieme a Giovanni Bollea, apre a Roma il primo Centro medico psicopedagogico d'Italia; lascia il Fatebenefratelli nel dicembre del 1947, per la carriera universitaria.
Nel 1968, Ossicini rientra in politica ed è eletto al Senato come indipendente nelle liste del PCI e aderisce al gruppo degli Indipendenti di Sinistra; conferma il suo seggio a Palazzo Madama ininterrottamente fino al 1992. Tra il 1970 e il 1989 è promotore della legge per l'istituzione dell'Ordine degli psicologi.
Presidente del Comitato nazionale per la bioetica dal 1992 al 1994, è ministro per la famiglia e la solidarietà sociale del governo Dini. Aderisce a Rinnovamento Italiano ed è rieletto per l'ultima volta al Senato nel 1996. Nel 2001 passa a La Margherita e poi al Partito Democratico.
È tra i soci fondatori del Laboratorio per la polis, rete di cultura e formazione all'impegno civile 2001.
Nel luglio 2007 è tra i firmatari del "Manifesto dei coraggiosi" di Francesco Rutelli a sostegno della candidatura di Walter Veltroni a leader del PD.

### Morte
È morto il 15 febbraio 2019 nel reparto di ortopedia dell'Ospedale Fatebenefratelli di Roma, dove era ricoverato per le conseguenze di una caduta.